# Арипипразол
Арипипразо́л  — препарат класса атипичных антипсихотиков (антипсихотических средств), внедрённый на мировой фармацевтический рынок вслед за клозапином, рисперидоном, оланзапином, кветиапином и зипрасидоном. Компания-разработчик и производитель — Otsuka Pharmaceutical, в США распространяется совместно с Bristol-Myers Squibb. Допущен FDA в 2002 году.

## Фармакодинамика
Арипипразол проявляет типичный для «нейролептиков» антагонизм к дофаминовым рецепторам D2 подтипа в мезолимбическом пути, при этом обладая уникальным свойством частичного агонизма к тем же рецепторам в мезокортикальном пути. Подобно другим «атипичным» антипсихотикам, арипипразол проявляет сильный антагонизм к серотониновым рецепторам 5-HT2A подтипа и, подобно зипрасидону, агонизм к 5-HT1A рецепторам. Если же говорить проще, то арипипразол является частичным агонистом (смешанным агонистом-антагонистом) 5HT1 и D2 рецепторов, то есть возбуждает рецептор при недостатке нейромедиатора и блокирует при избытке. Препарат имеет наименьшее сродство среди всех атипичных антипсихотических средств к адренергическим (α1), гистаминовым (H1) и мускариновым (m1) рецепторам.

## Фармакокинетика
Активность главным образом обусловлена наличием исходного вещества. Средний период полувыведения арипипразола составляет примерно 75 часов. Равновесная концентрация достигается через 14 дней, кумуляция препарата в этот период предсказуема. Показатели фармакокинетики в равновесном состоянии пропорциональны дозе. Суточных колебаний распределения арипипразола и его метаболита дегидроарипипразола не отмечено. Установлено, что главный метаболит препарата в плазме человека, дегидроарипипразол, обладает такой же аффинностью к дофаминовым D2 рецепторам, как и арипипразол.
Арипипразол быстро всасывается, при этом Сmax в плазме достигается через 3—5 часов. Абсолютная биодоступность таблеток составляет 87 %, независимо от приёма пищи. Арипипразол интенсивно распределяется в тканях, причём VD составляет 4,9 л/кг. При терапевтической концентрации более 99 % арипипразола связывается с белками сыворотки, главным образом с альбумином. Арипипразол не влияет на фармакокинетику и фармакодинамику варфарина, то есть не вытесняет варфарин из связи с белками крови.
Арипипразол подвергается пресистемному метаболизму лишь в минимальной степени. Он метаболизируется в печени тремя способами: дегидрированием, гидроксилированием и N-дезалкилированием. По данным экспериментов in vitro, дегидрирование и гидроксилирование арипипразола происходит под действием ферментов CYP3A4 и CYP2D6, а N-дезалкилирование катализируется ферментом CYP3A4. Арипипразол является основным компонентом лекарства в крови. При равновесном состоянии площадь под кривой «концентрация лекарственного средства — время» (AUC) дегидроарипипразола составляет примерно 39 % AUC арипипразола в плазме.
После однократного приёма меченного 14C арипипразола примерно 27 % и 60 % радиоактивности определяется в моче и кале, соответственно. Менее 1 % неизменного арипипразола определяется в моче и примерно 18 % принятой дозы в неизменённом виде выводится с калом. Общий клиренс арипипразола составляет 0.7 мл/мин/кг, главным образом за счёт выведения печенью.

## Применение
Арипипразол необходимо принимать 1 раз в сутки. Препарат хорошо переносится больными. В ходе клинических исследований ни разу не возникала необходимость в титровании дозы данного лекарственного средства.

### Показания
- шизофрения, при острых приступах и для поддерживающей терапии (в том числе подростков от 13 лет)
- острые маниакальные приступы типа I при биполярном расстройстве (в том числе у детей от 10 лет)
- поддерживающая терапия при биполярном аффективном расстройстве I типа, после маниакального или смешанного эпизода
- отдельные маниакальные эпизоды
- в качестве дополнения к антидепрессантам в терапии большого депрессивного расстройства[1]

Bristol-Myers Squibb рассматривает возможность применения арипипразола в терапии алкоголизма (АЗ)

## Противопоказания
Гиперчувствительность, возраст до 18 лет, период лактации.

### C осторожностью
Заболевания сердечно-сосудистой системы (ишемическая болезнь сердца, перенесенный инфаркт миокарда, хроническая сердечная недостаточность, нарушения проводимости), цереброваскулярные заболевания, состояния, предрасполагающие к снижению артериального давления (дегидратация, гиповолемия, прием гипотензивных лекарственных средств) — риск развития ортостатической гипотензии; эпилепсия, заболевания, при которых возможно развитие судорог; риск развития гипертермии (интенсивные физические нагрузки, перегревание, прием антихолинергических лекарственных средств, дегидратация), аспирационной пневмонии (риск нарушения моторной функции пищевода и аспирации); ожирение, сахарный диабет в анамнезе, беременность.

## Побочные эффекты
Частота: очень редко (менее 0,01 %), редко (более 0,01 % и менее 0,1 %), нечасто (более 0,1 % и менее 1 %), часто (более 1 % и менее 10 %), очень часто (более 10 %)

### Со стороны сердечно-сосудистой системы
Очень редко — обморок; редко — вазовагальный синдром, расширение границ сердца, трепетание предсердий, тромбофлебит, внутричерепное кровотечение, ишемия головного мозга; нечасто — брадикардия, сердцебиение, инфаркт миокарда, удлинение интервала QT, остановка сердца, кровоизлияния, фибрилляция предсердий, сердечная недостаточность, AV блокада, ишемия миокарда, тромбоз глубоких вен, флебит, экстрасистолия; часто — ортостатическая гипотензия, тахикардия.

### Со стороны пищеварительной системы
Очень редко — повышение активности АЛТ и ACT; редко — эзофагит, кровотечение из дёсен, глоссит, мелена, кишечное кровотечение, язва 12-перстной кишки, хейлит, гепатит, увеличение размеров печени, панкреатит, прободение кишечника; нечасто — повышение активности OA; повышение аппетита, гастроэнтерит, затрудненное глотание, метеоризм, гастрит, зубной кариес, гингивит, геморрой, желудочно-пищеводный рефлюкс, желудочно-кишечные кровоизлияния, периодонтальный абсцесс, отёк языка, недержание кала, колит, ректальные кровоизлияния, стоматит, изъязвления слизистой оболочки полости рта, холецистит, фекалома, кандидоз слизистой оболочки полости рта, холелитиаз, отрыжка, язва желудка; часто — диспепсия, рвота, запор; очень часто — тошнота, анорексия.

### Аллергические реакции
Очень редко — анафилаксия, ангионевротический отек, зуд и крапивница.

### Со стороны опорно-двигательного аппарата
Очень редко — повышение активности КФК, рабдомиолиз, тендинит, тенобурсит, ревматоидный артрит, миопатия; нечасто — оссалгия, артралгия, миастения, артрит, артроз, мышечная слабость, спазмы мышц, бурсит; часто — миалгия, судороги мышц.

### Со стороны нервной системы
Редко — бред, эйфория, буккоглоссальный синдром, акинезия, угнетение сознания вплоть до потери сознания, гипорефлексия, навязчивые мысли, злокачественный нейролептический синдром; нечасто — дистония, мышечные подёргивания, снижение концентрации внимания, парестезия, тремор конечностей, импотенция, брадикинезия, понижение/снижение либидо, панические реакции, апатия, дискинезия, снижение памяти, ступор, амнезия, инсульт, гиперактивность, деперсонализация, миоклонус, подавленное настроение, гиперрефлексия, замедление мыслительной функции, повышенная чувствительность к раздражителям, гипотония, нарушение глазодвигательной реакции; часто — головокружение, тремор, экстрапирамидные расстройства, психомоторное возбуждение, депрессия, нервозность, повышенное слюноотделение, враждебность, суицидальные мысли, мания, нетвердая походка, спутанность сознания, сопротивление выполнению пассивных движений (синдром «зубчатого колеса»); очень часто — бессонница, сонливость, акатизия.

### Со стороны дыхательной системы
Редко — кровохарканье, аспирационная пневмония, усиленное выделение мокроты, сухость слизистой оболочки полости носа, отёк лёгких, лёгочная эмболия, гипоксия, дыхательная недостаточность, апноэ; нечасто — бронхоспазм, носовое кровотечение, икота, ларингит; часто — одышка, пневмония.

### Со стороны кожных покровов
Редко — макулопапулёзная сыпь, эксфолиативный дерматит, крапивница; нечасто — акне, везикулобулезная сыпь, экзема, алопеция, псориаз, себорея; часто — сухость кожи, зуд, повышенная потливость, изъязвления кожи.

### Со стороны органов чувств
Редко — усиленное слезотечение, частое мигание, наружный отит, амблиопия, глухота, диплопия, внутриглазное кровоизлияние, фотофобия; нечасто — сухость глаз, боль в глазах, звон в ушах, воспаление среднего уха, катаракта, потеря вкуса, блефарит; часто — конъюнктивит, боль в ушах.

### Со стороны мочеполовой системы
Редко — боль в молочной железе, цервицит, галакторея, аноргазмия, жжение наружных половых органов, глюкозурия, гинекомастия, нефролитиаз, болезненная эрекция; нечасто — цистит, учащенное мочеиспускание, лейкорея, задержка мочеиспускания, гематурия, дизурия, аменорея, преждевременная эякуляция, влагалищное кровотечение, вагинальный кандидоз, почечная недостаточность, маточное кровотечение, меноррагия, альбуминурия, никтурия, полиурия, позывы к мочеиспусканию; часто — недержание мочи.

### Со стороны обмена веществ
Редко — гиперкалиемия, подагра, гипернатриемия, цианоз, закисление мочи, гипогликемия; нечасто — дегидратация, отёки, гиперхолестеринемия, гипергликемия, гипокалиемия, сахарный диабет, гиперлипидемия, жажда, повышенное содержание мочевины крови, гипонатриемия, железодефицитная анемия, гиперкреатининемия, гипербилирубинемия, повышение активности ЛДГ, ожирение; часто — снижение массы тела.

### Прочие
Редко — боль в горле, скованность в спине, тяжесть в голове, кандидоз, скованность в области горла, синдром Мендельсона, тепловой удар; нечасто — боль в области таза, отёк лица, недомогание, светочувствительность, боль в челюсти, озноб, скованность челюсти, метеоризм, напряжение в груди; часто — гриппоподобный синдром, периферические отеки, боль в грудной клетке, в шее.

### Передозировка

#### Симптомы
Тошнота, рвота, астения, диарея, сонливость, тахикардия, экстрапирамидные нарушения, преходящая потеря сознания.

#### Лечение
Активированный уголь (50 г, введенные через 1 ч после приема арипипразола, уменьшали AUC и Сmax арипипразола на 51 и 41 % соответственно), поддерживающая терапия, обеспечение адекватной проходимости дыхательных путей, оксигенация, эффективная вентиляция лёгких и симптоматическое лечение. Контроль показателей функции сердечно-сосудистой системы с регистрацией ЭКГ для выявления аритмий. Тщательное медицинское наблюдение до исчезновения всех симптомов. Эффективность гемодиализа маловероятна (практически не выводится почками в неизменённом виде и в значительной степени связывается с белками плазмы).

## Особые указания
Склонность к суицидальным мыслям и попыткам характерна для психозов, поэтому лечение препаратом должно сочетаться с тщательным медицинским наблюдением. Препарат должен выписываться в минимальном количестве, достаточном для лечения пациента (снижение риска умышленной передозировки).
Риск развития поздней дискинезии повышается с длительностью терапии нейролептиками, поэтому при появлении во время лечения симптомов поздней дискинезии следует уменьшить дозу или отменить препарат. После отмены терапии эти симптомы могут временно усилиться или даже впервые появиться.
При лечении нейролептиками возможно развитие угрожающего жизни злокачественного нейролептического синдрома (гиперпирексия, мышечная ригидность, нарушения психики и нестабильность вегетативной нервной системы, в том числе нестабильность пульса и артериального давления, тахикардия, потливость и аритмии). Кроме того, иногда возможно повышение активности КФК, миоглобинурия (рабдомиолиз) и острая почечная недостаточность. В случае возникновения симптомов злокачественного нейролептического синдрома или необъяснимой лихорадки препарат должен быть отменен.
Гипергликемия (в некоторых случаях выраженная, с кетоацидозом), которая может привести к гиперосмолярной коме и, даже смерти, была отмечена у пациентов, принимавших атипичные нейролептики. Хотя связь между приемом атипичных нейролептиков и гипергликемией остаётся неясной, больным, у которых диагностирован сахарный диабет, должно регулярно проводиться определение концентрации глюкозы в крови при приеме атипичных нейролептиков. Пациентам с факторами риска сахарного диабета (ожирение, наличие сахарного диабета в семейном анамнезе) при приеме атипичных нейролептиков должно проводиться определение концентрации глюкозы в крови в начале курса и периодически в процессе приема препарата. У всех пациентов, принимающих атипичные нейролептики, необходим постоянный контроль симптомов гипергликемии, включая усиленную жажду, учащенное мочеиспускание, полифагию, слабость.
Адекватных и хорошо контролируемых исследований у беременных женщин не проводилось. Препарат может приниматься во время беременности в случае, если потенциальная польза для матери превышает потенциальный риск для плода.
Арипипразол проникает в молоко крыс. Данных о проникновении арипипразола в женское молоко нет. В период лечения рекомендуется отменить грудное вскармливание.
В период лечения необходимо соблюдать осторожность при занятии видами деятельности, требующей повышенной концентрации внимания и быстроты психомоторных реакций.

## Взаимодействие
Не выявлено значимого влияния Нг-блокатора гистаминовых рецепторов фамотидина, вызывающего мощное угнетение секреции соляной кислоты в желудке, на фармакокинетику арипипразола. Мощные ингибиторы CYP2D6 (хинидин) и CYP3A4 (кетоконазол) могут снижать клиренс арипипразола при приеме внутрь на 52 % и 38 % соответственно (рекомендуется снижение дозы арипипразола). Мощный индуктор CYP3A4 (карбамазепин) снижает на 68 % и 73 % Cmax и AUC арипипразола соответственно, и на 69 % и 71 % Cmax и AUC его активного метаболита дегидроарипипразола соответственно. Можно ожидать аналогичное действие и других индукторов CYP3A4 и CYP2D6.

## Исследования
Показано, что в случаях обострения хронической шизофрении арипипразол значительно эффективнее, чем плацебо. Можно уточнить, что препарат в дозе 30 мг/сут обладает преимуществом в сравнении с плацебо, однако этого не отмечается при дозах 2 или 10 мг/сут. При этом авторы констатировали клиническое улучшение симптоматики у всех больных, получавших арипипразол. Также выявлено, что препарат в дозах 15 или 30 мг/сут значимо эффективнее плацебо при обострении шизофрении. В исследовании Carson, Pigott, Saha et al. арипипразол в дозировке 30 мг/сут сравнивали с галоперидолом (10 мг/сут) при лечении пациентов с обострением шизофрении. В сравнении с галоперидолом гораздо большее число пациентов положительно реагировали на терапию (редукция симптоматики по шкале PANSS более 30 %, стабильное состояние в течение 1 мес). В дополнение к этому авторы показали, что редукция негативных и депрессивных симптомов у пациентов, получавших арипипразол, была значимо больше, чем при лечении галоперидолом. Таким образом, результаты целого ряда кратковременных исследований убедительно показали, что арипипразол эффективен при лечении позитивной и негативной симптоматики в структуре шизофрении.
В длительных исследованиях было продемонстрировано, что арипипразол эффективен при профилактике обострений хронической шизофрении. У пациентов, получавших арипипразол, отмечены значительно меньший риск экзацербаций и более качественное улучшение состояния по сравнению с получавшими плацебо.
При сравнении нейрокогнитивного эффекта в лечении арипипразолом и оланзапином хронической шизофрении показано значительное улучшение вторичной вербальной памяти у пациентов, получавших арипипразол, в сравнении с оланзапином (p<0,05).

## Критика
Как указали в публикации в PLOS Medicine два известных психиатра, Джеффри Лакасс и Джонатан Лео, в широко распространённой рекламе арипипразола утверждалось, что он устраняет химический дисбаланс в мозге; на веб-сайтах, рекламирующих использование арипипразола при шизофрении и биполярном расстройстве, применялись практически идентичные объяснения для описания как нейропатологических изменений при этих расстройствах, так и механизма действия препарата при них. В печатной рекламе говорилось: «Когда активность основных химических веществ мозга слишком высока, Абилифай снижает её… Когда активность основных химических веществ мозга слишком низкая, Абилифай повышает её». Поскольку информация об арипипразоле, одобренная Управлением по санитарному надзору за качеством пищевых продуктов и медикаментов (FDA), обозначает его механизм действия как «неизвестный», эта реклама, как отмечают Лакасс и Лео, является дискуссионной. Кроме того, сомнительно, что сложности лечения биполярного расстройства (с его неизвестной этиологией и хорошо известной гетерогенностью ответа на лечение) в этой рекламе отображены адекватно. Тем не менее потребители могут найти такую рекламу привлекательной.